# Baccon
Baccon ist eine französische Gemeinde mit 643 Einwohnern (Stand: 1. Januar 2022) im Département Loiret in der Region Centre-Val de Loire; sie gehört zum Arrondissement Orléans und zum Kanton Beaugency (bis 2015: Kanton Meung-sur-Loire). Die Einwohner werden Bacconais genannt.

## Geographie
Baccon liegt etwa zwanzig Kilometer westlich von Orléans an der Mauves (auch: Mauve de la Détourbe). Umgeben wird Baccon von den Nachbargemeinden Charsonville im Norden und Nordwesten, Coulmiers im Nordosten, Huisseau-sur-Mauves im Osten, Meung-sur-Loire im Südosten, Le Bardon im Süden, Cravant im Süden und Südwesten, Villermain im Westen und Südwesten sowie Beauce la Romaine mit Ouzouer-le-Marché im Westen.

## Bevölkerungsentwicklung
| Jahr                       | 1962 | 1968 | 1975 | 1982 | 1990 | 1999 | 2006 | 2011 | 2018 |
| Einwohner                  | 472  | 431  | 433  | 517  | 568  | 629  | 631  | 723  | 672  |
| Quellen: Cassini und INSEE |      |      |      |      |      |      |      |      |      |

## Sehenswürdigkeiten

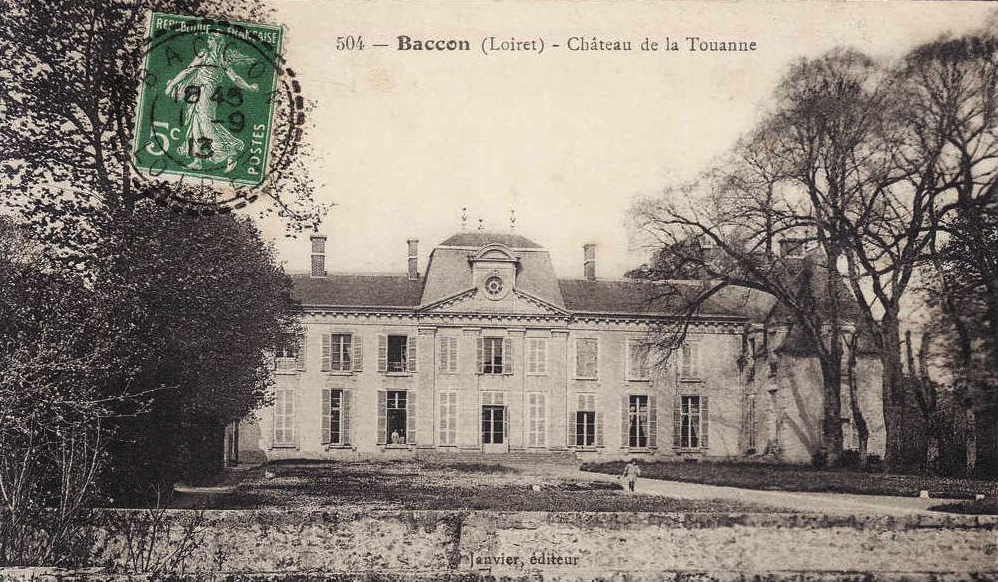
Altes Bild des Schlosses Touanne

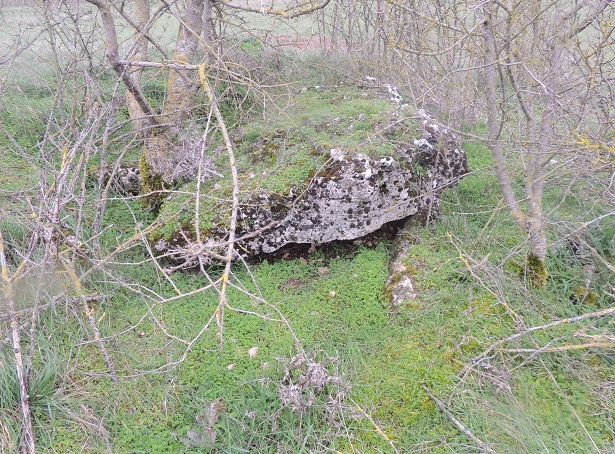
Dolmen de la Mouïse

- Dolmen de la Mouïse, seit 1979 Monument historique
- Tumulus La Vallée de Thorigny, seit 1980 Monument historique
- Kirche Saint-Quentin aus dem 18. Jahrhundert
- Telegraphenturm
- Schloss Touanne
- Schloss La Renardière
- Haus aus dem 15. Jahrhundert